# MANNA
MANNA（マナ）は、日本の歌手。子供向けテレビ番組『ひらけ!ポンキッキ』のオープニング・テーマ「きょうも1センチ」や、ハウス食品「ハウスシチューミクス」CMソング「おなかすいたね」で知られる。本名は岩沢 真利子（いわさわ まりこ）。夫はブレッド&バターの岩沢幸矢、娘はミュージシャンのAisa。

## 来歴
高校時代には佐野元春と一緒にバンド活動をしていた。
ヤマハ主催のアマチュアバンドのコンテスト『EastWest』に出演し、審査員にティン・パン・アレーのメンバーであった林立夫が参加していたことで、細野晴臣が新しい音楽グループの立ち上げを模索していた時に、林が細野にMANNAを紹介したことがデビューのきっかけになった。林は「声が太くてキンキンしていない、ぼくらの好きそうな一九五〇年代風の声の持ち主だった。」と語っている。
細野はクラウンレコードとの契約が切れた後に林とMANNAの三人でアルファレコードに移籍しようと考えていたが、林が断ったことで計画は立ち消えになってしまった。このことが後に「イエロー・マジック・オーケストラ」が結成されるきっかけの一つになった。

## アルバム
- チャバコトリック CHABAKO TRICK（1979年、EPIC SONY）
- コンプリート・エピック・イヤーズ（2005年9月21日、ソニー・ミュージックダイレクト）